# Chiesa del Sacro Cuore (Bellinzona)
La chiesa conventuale del Sacro Cuore è un edificio religioso che si trova a Bellinzona.

## Storia
Venne costruita fra il 1934 ed il 1936 su progetto dei fratelli Carlo e Rino Tami.
Dal 1986 è monumento storico nazionale.

## Descrizione
La chiesa ha una pianta ad unica navata, affiancata da cappelle laterali e conclusa con un coro quadrangolare. Prima della facciata si trova un portico a tre archi. L'organo a canne è stato costruito nel 2010 da Walter Chinaglia ed è interamente a trasmissione meccanica; esso dispone di 9 registri su due manuali e pedale.
Le pareti interne ospitano una gigantesca Via Crucis affrescata, opera di Guido Gonzato.